# Men Hoffmann
Men Hoffmann (* 1997) ist ein Schweizer Unihockeyspieler, der beim Nationalliga-A-Verein Chur Unihockey unter Vertrag steht.

## Karriere
Hoffmann durchlief die Nachwuchsmannschaften von den Iron Marmots Davos-Klosters. Nach dem Wiederaufstieg der U21-Junioren von Chur Unihockey wollte Men Hoffmann nach einer unglücklichen Saison bei den Iron Marmots sein Talent in der höchsten Juniorenklasse nochmals unter Beweis stellen und wechselte zur Chur Unihockey in die U21-Mannschaft. Nach einer Saison in der U21-Mannschaft verliess Hoffmann die Churer wieder in Richtung Davos-Klosters.
Er verliess die Iron Marmots nach zwei Jahren zu Chur Unihockey in die Nationalliga A. 
Nach einer Saison als Backup von Christoph Reich wechselte er zu Hornets Regio Moosseedorf Worblental.